# 新しい戦前
新しい戦前（あたらしいせんぜん、英: New Prewar）とは、お笑いタレントのタモリが、2020年代の日本における政治状況を表現した俗語・流行語。

## 語源
語源は、2022年12月28日に『徹子の部屋』（テレビ朝日）の番組内で、司会の黒柳徹子から「来年はどんな年になりますかね？」と尋ねられ、タモリが「誰も予測できないですよね。これはね。でもなんて言うかな。新しい戦前になるんじゃないですかね」と発言したことによる。

## 反応
これについて、政治学者の白井聡は「ウクライナの次は、台湾と日本が代理戦争の場になる」と述べた上で、台湾有事は利害の小競り合いではなく、米中の覇権闘争、ヘゲモニーを争う大決戦として戦われる可能性があるとし、仮にアメリカから中国に覇権が移るとすれば、大きな戦乱なしにそれが生じうるとは考えにくいと述べている。また、新しい安保関連3文書を出したからには、日本政府は核攻撃される可能性を視野に入れており、もはや「新しい戦前」どころか「新しい戦中」であると述べている。
一方で評論家の古谷経衡は、次の戦争では米軍に付随する日本が勝ち馬に乗る可能性が高いため、新しい戦前ではないとしている。

## 新語・流行語大賞へのノミネート
2023年11月2日、「現代用語の基礎知識選 2023ユーキャン新語・流行語大賞」にノミネートされた。同年12月1日、年間大賞が発表されたがトップテン入りは逃した。